# あさごはん だいすき!
『あさごはん だいすき!』は、1994年4月4日から1995年3月31日までの1年間NHK衛星第2テレビジョン（BS2）で放送されていたNHK衛星放送初の子供向け番組である。

## 概要
番組はうたのおにいさん（1人）、うたのおねえさん（2人）、たいそうのおにいさん（2人）で構成されている。うたのおにいさんは、NHK『おかあさんといっしょ』7代目うたのおにいさんの坂田おさむ、うたのおねえさんは美咲あゆむ、飯田ミカ、たいそうのおにいさんは小嶋信之、山岸隆弘。また、他の出演者として、リアーナ・ミク・モンタギュー、ひまわりキッズ、ブルース（犬）、そしてこちらもおかあさんといっしょで1982年4月 - 1992年9月の10年半の間活躍した『にこにこぷん』も出演していた。番組は2部構成で、第1部がスタジオ収録の「うたのおにいさん」コーナー、第2部がにこにこぷんとたいそうのおにいさんたちが各地を回る野外収録の「にこにこぷん」コーナーとなっていて、第2部には「朝を一丁！」というテーマソングが流れた。途中から第1部と第2部が入れ替わっている。
1994年5月、NHKおかあさんといっしょファミリーコンサート「すてきなうた だいすき!」（春のコンサート）にゲスト出演しており、速水けんたろう、茂森あゆみ、坂田おさむによるおよそ半年振りになるデュエット、佐藤弘道、小嶋信之、山岸隆弘によるパフォーマンスと「ぞうさんのあくび」（当時のたいそう）を3人で踊るなど、数々の見所があるコンサートであった。また、小嶋信之と山岸隆弘に関しては、次番組『にこにこぷんがやってきた』（1995年4月 - 1999年3月の4年間放送）にも引き続きたいそうのおにいさんとして出演しており、同年11月「世界のうた こんにちは」（秋のコンサート）（この時は「あさごはん だいすき!」のたいそうのおにいさんとして）、1995年11月「おはなし列車で行こう」（秋のコンサート）にゲスト出演した。ただし、小嶋信之と山岸隆弘の出演は、1997年3月までだった。
また、番組で生まれた歌として、「マカ不思議」・「風の唄」、そしておかあさんといっしょにも提供された「すてきな言葉」などがある。
本放送は朝からであるが、1994年6月1日から夕方に再放送されるようになった。

## 主な楽曲
- 朝のハーモニー
  - 作詞：あまだしん
  - 作曲：小野リサ
- 朝を一丁
  - 作詞：井出隆夫
  - 作曲：越部信義
- 地球はぼくらの運動場
  - 作詞・作曲：北吉洋一、坂上道之助、輪嶋直幸、越部信義
- マカ不思議
  - 作詞・作曲：坂田修
- きたきたきた
  - 作詞：日暮真三
  - 作曲：池毅
- ジャンケン天気予報
  - 作詞：日暮真三
  - 作曲：池毅
- 夏を探しに
  - 作詞：日暮真三
  - 作曲：池毅